# Arabidopsis arenosa
Arabidopsis arenosa là một loài thực vật có hoa trong họ Cải. Loài này được (L.) Lawalrée mô tả khoa học đầu tiên năm 1960.